# Puembo
Puembo ist ein östlicher Vorort der ecuadorianischen Hauptstadt Quito und eine Parroquia rural („ländliches Kirchspiel“) im Kanton Quito der Provinz Pichincha. Die Parroquia Puembo gehört zur Verwaltungszone Tumbaco. Das Verwaltungsgebiet besitzt eine Fläche von 31,77 km². Die Einwohnerzahl betrug im Jahr 2010 13.593.  

## Lage
Die Parroquia Puembo liegt in den Anden an der östlichen Peripherie des Ballungsraumes von Quito. 
Das Gebiet besitzt eine Längsausdehnung in NNW-SSO-Richtung von 11 km sowie eine Breite von 3 km. Der Río Guayllabamba fließt entlang der nördlichen Verwaltungsgrenze nach Nordosten. Die Schluchten dessen Zuflüsse Río Chinche und Río Guambi begrenzen das Verwaltungsgebiet im Westen und im Osten. Der 2440 m hoch gelegene Hauptort Puembo befindet sich 18 km ostnordöstlich vom Stadtzentrum von Quito.
Die Parroquia Puembo grenzt im Osten an die Parroquia Tababela, im Süden an die Parroquia Pifo, im Westen an die Parroquia Tumbaco, im Nordwesten an die Parroquia Zámbiza und im Norden an die Parroquia Calderón.